# Agenzia spaziale israeliana
L'Agenzia spaziale israeliana (sigla inglese: ISA, da Israeli Space Agency; ebraico: סוכנות החלל הישראלית Sochnut HaChalal HaYisraelit)  è un ente governativo che coordina tutti i programmi israeliani di ricerca spaziale con scopi scientifici e commerciali. L'agenzia fu fondata nel 1983. Ora è diretta dal professore Aluf Yitzhak Ben Yisrael.

## Visione
La visione dell'agenzia è stata definita dalla commissione guida il 27 luglio 2005 ed afferma che:

«La ricerca e l'esplorazione spaziali sono strumenti necessari per la difesa della vita sulla Terra; lo stimolo per il progresso tecnologico; la chiave dell'esistenza in una società moderna; essenziali per lo sviluppo di un'economia basata sulla conoscenza e l'attrazione principale per le risorse scientifiche e delle competenze umane.».
La visione è "di proteggere ed espandere il relativo vantaggio di Israele e di collocare quest'ultimo nel gruppo delle nazioni dominanti nel campo della ricerca e dell'esplorazione spaziali.".
Le principali mete per la realizzazione della visione sono:
- costruire e mantenere un sistema satellitare per la ricerca spaziale e la ricerca terrestre dallo spazio
- sviluppare le tecnologie, le conoscenze e le infrastrutture scientifiche (inclusi laboratori e risorse umane) richiesti per la ricerca spaziale
- promuovere la cooperazione internazionale nella ricerca e nell'esplorazione spaziali per il rafforzamento degli interessi nazionali di Israele
- promuovere i legami tra la società israeliana, la ricerca spaziale e l'esplorazione.

L'ISA ha stipulato accordi di cooperazione con le agenzie spaziali di Brasile (AEB), Canada (CSA), Francia (CNES), Germania (DLR), India (ISRO), Paesi Bassi (NIVR), Italia (ASI), Russia (RKA), Stati Uniti (NASA) ed Ucraina (NSAU).

## Storia
Negli anni '70 ed '80 Israele sviluppò le infrastrutture necessarie alla ricerca e lo sviluppo dell'esplorazione e delle scienze spaziali. Quest'attività fu segnata con lo sviluppo di satelliti e di impianti di lancio ed aveva l'obbiettivo dichiarato di far accedere Israele nel club degli Stati con queste capacità. Nell'aprile del 1983 il Ministro della Scienza e della Tecnologia, Yuval Ne'eman, annunciò la formazione di un'agenzia che doveva coordinare e supervisionare un programma spaziale nazionale. Nel 1984 fu istituito un Centro nazionale di conoscenza spaziale in cooperazione con le Industrie aerospaziali israeliane ed un contratto fu stipulato tra le IAI ed il Ministero della difesa per lo sviluppo delle infrastrutture necessarie e del primo satellite di osservazione israeliano. Ciò divenne realtà nel 1988, quando Israele lanciò il primo satellite della serie Ofek e di conseguenza divenne uno dei pochi Paesi nel mondo a possedere una propria capacità di effettuare lanci nello spazio (vedi la data del primo lancio orbitale di ogni nazione). La direzione del progetto alle Industrie aerospaziali israeliane è stata guidata per molti anni da Moshe Bar-Lev.

## Stanziamento
Lo stanziamento dell'Agenzia spaziale israeliana è soltanto di circa 1 milione di dollari statunitensi. Questo non include i fondi assegnati per il Progetto Venus (circa 7 milioni di USD) ed i 70 milioni di USD assegnati ogni anno per il programma militare israeliano. I programmi commerciali sono gestiti con altri finanziamenti.

## Progetti

### Satelliti israeliani
- Ofeq: serie di satelliti di ricognizione; il primo di essi fu lanciato dal sito di Palmachim il 19 settembre 1988
- Amos: serie di satelliti per telecomunicazioni
- Eros: serie di satelliti di osservazione
- Techsat: satellite di ricerca lanciato dal Technion
- Sloshsat: microsatellite per lo studio della dinamica dei fluidi in microgravità; in associazione con Rafael, Laboratori Spaziali Fokker, NIVR, NLR ed altri.

### Satelliti in sviluppo
- Venus: sviluppo, assemblaggio e lancio di un microsatellite per la ricerca terrestre; in associazione con il Governo Israeliano, le IAI, l'Elbit Systems, la Rafael ed il CNES
- Tauvex: produzione e lancio di un telescopio spaziale a raggi UV per l'osservazione astronomica dallo spazio; in associazione col Governo Israeliano, la Elbit Systems e l'ISRO
- TechSAR: un satellite dimostrativo con tecnologia RAS
- Opsat: un satellite per l'osservazione ottica di nuova generazione
- Insat-1 ed Insat-2: due nanosatelliti sviluppati dall'AINS.
- Shalom: missione spaziale scientifica congiunta dell'Agenzia spaziale israeliana e dell'Agenzia Spaziale Italiana per sviluppare un satellite iperspettrale per l'osservazione della Terra

### Lanciatori israeliani
- Shavit: una serie di lanciatori; sono stati usati per lanciare i satelliti Ofeq.

## Astronauti israeliani

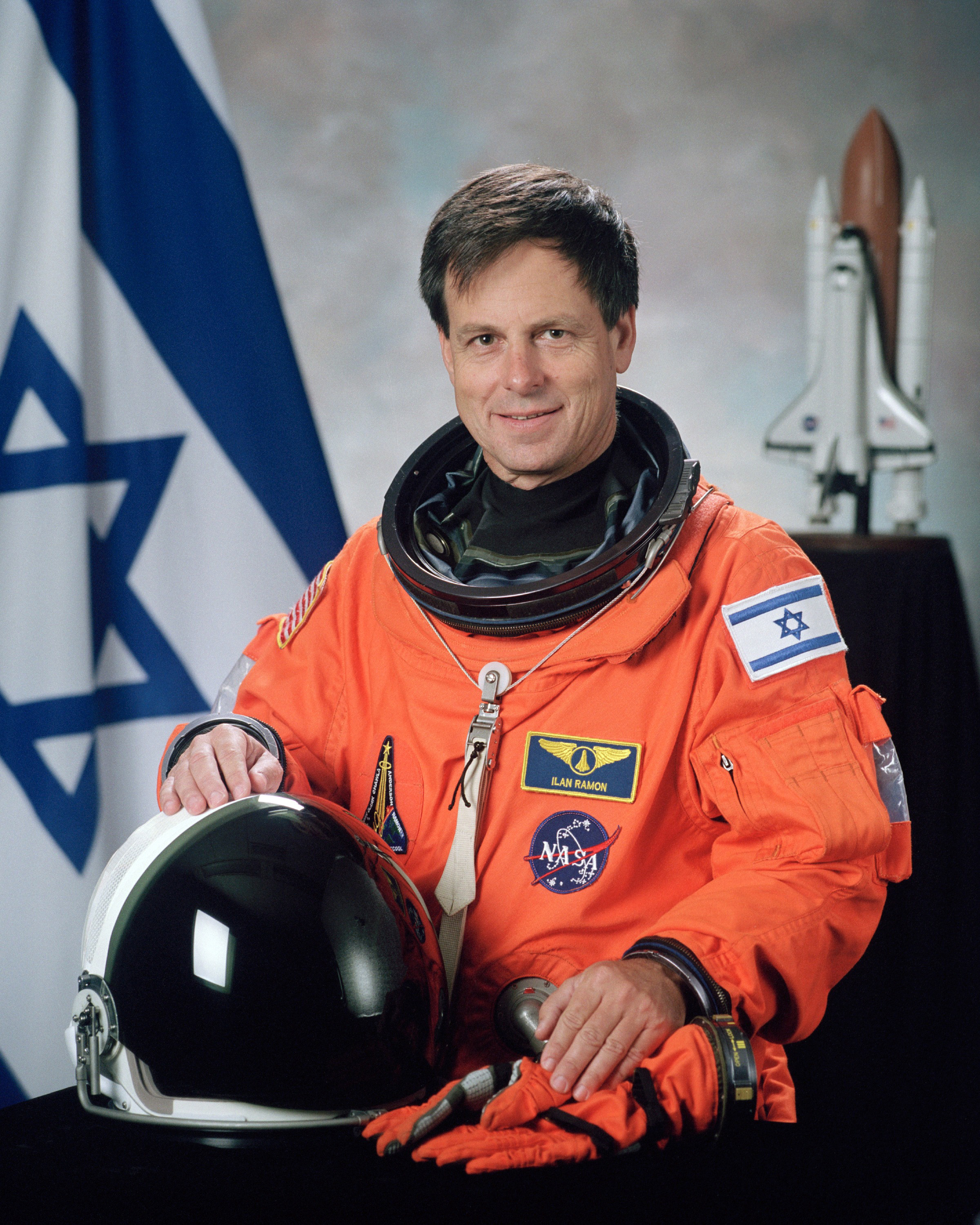
Ilan Ramon, il primo astronauta israeliano.

- Ilan Ramon fu il primo astronauta israeliano. Fu lo specialista del carico utile nella missione dello space shuttle STS-107 e morì in quella missione quando lo Space Shuttle Columbia si disintegrò durante il rientro nell'atmosfera terrestre.